# Victor Yvart
Pour les articles homonymes, voir Yvart.
Jean Augustin Victor Yvart, né le 3 mars 1763 à Boulogne-sur-Mer et mort le 19 juin 1831 à Seine-Port, est un agronome français.

## Biographie
Fils de Jean-François Yvart et d’Isabelle Augustine Benoîte Lavoisier, Yvart est issu d’une famille peu fortunée, qui fait des sacrifices pour l’entretenir au collège, Yvart est destiné à la carrière de l’enseignement. Dès 16 ans il est envoyé en Angleterre afin de se perfectionner en anglais, mais aussi pour y donner des cours de français. Il y passe quatre années, y visitant les campagnes les mieux cultivées, s’entretenant avec les agriculteurs les plus distingués. Revenu à Boulogne-sur-Mer, il est accueilli par Chabert et Gilbert, qui font une tournée dans la province et qui l’emmènent avec eux à Alfort, où il est établi comme secrétaire du directeur de l’École royale vétérinaire. Il en suit les cours jusqu’à ce que le gouvernement lui confie la direction d’une ferme nationale, devant alors faire valoir des terres de mauvaise qualité, en partie marécageuses et souvent inondées, cultivées de seigle. Yvart entreprend de fertiliser ces terres et de les dessécher, de bonifier le sol, de détruire les plantes nuisibles, de supprimer les jachères et de les couvrir de froment, de plantes sarclées et de prairies artificielles. Il dirige ces terres pendant 30 ans, avant de les remettre à son fils, quand elles sont déjà un modèle pour la culture des plantes alimentaires et pour l’élève des animaux domestiques. Cette ferme-modèle de Maisons-Alfort manque de peu le prix décennal, qui est remis finalement à la Mandria, près de Turin.
Par ailleurs, il continue de se charger de l’École d’Alfort (professeur d’agriculture et d’économie rurale en 1806) et écrit beaucoup de mémoires d’agronomie, parfois couronnés par les Sociétés d’agriculture. Mais sous le régime de la Terreur, il est quelque peu un objet de suspicion, accusé de provoquer la famine en consacrant des terres à blé aux plantes sarclées et aux prairies artificielles, et il n’a que la fuite pour éviter l’arrêt du mort : Gilbert, son protecteur et ami, parvient à lui donner la mission scientifique de visiter plusieurs départements ruraux, ce jusqu’à ce qu’il puisse revenir à son domaine. Il professe pendant 10 ans l’économie rurale à Alfort, succédant à Daubenton et à Broussonet.
Il propose d’importantes notes pour la nouvelle édition du Théâtre d’agriculture d’Olivier de Serres (1804-1805), plusieurs articles sur les blés. Il compare les agricultures française et anglaise (1806), visite également la Flandre, la Hollande, la Suisse, l’Italie. Il est l’un des principaux collaborateurs du Nouveau Cours complet d’agriculture (1809), fait des rapports sur divers établissements ruraux, propose un mémoire sur l’amélioration de l’agriculture du département de la Seine. Il se distingue en particulier par ses ouvrages sur les assolements raisonnés et sur les meilleurs moyens de parvenir graduellement à la suppression des jachères (divers articles et deux mémoires en 1821 et 1822).
Il est membre correspondant de l’Académie des Sciences depuis 1809, membre de la Société d’Agriculture de Paris, chevalier de la Légion d’Honneur, membre de l’Institut de France, de la Société royale et centrale d’agriculture, de celles d’Horticulture, d’Encouragement, et d’un grand nombre d’autres Académies (il est élu au siège de Parmentier à l’Académie des Sciences le 21 février 1814) et Sociétés savantes françaises et étrangères.
Surnommé « l’Arthur Young français », il quitte le professorat en 1824, il se retire près de Melun, à Seine-Port, dans un domaine qu’il a acheté, passant le plus fort de son temps dans cette retraite. Cette propriété, la Baronnie, dont Yvart avait fait aménager le parc, fut plus tard habitée par René Viviani, le président du Conseil. Il vient encore tout de même assister aux séances de l’Académie des sciences et à celles de la Société royale et centrale d’agriculture. M. Yvart, cultivateur à Maisons, et M. Bourgeois, directeur de l’établissement rural de Rambouillet, sont les premiers qui aient cultivé en grand le topinambour, Parmentier ayant fait connaître les avantages de sa culture pour la nourriture des bestiaux.
Chevalier de la Légion d’Honneur, il meurt le 19 juin 1831 et sa mort est annoncée à l’Académie des Sciences, lors de la séance du 4 juillet suivant. Une rue porte son nom à Paris ainsi qu’à Boulogne.
Son neveu, Charles-Auguste Yvart (1798-1873), fut titulaire de la chaire d’anatomie, puis d’hygiène et d’éducation des animaux domestiques à l’École d’Alfort. Inspecteur des écoles nationales vétérinaires et des bergeries nationales, il travailla à l’amélioration des races ovines françaises.

## Publications
- Coup-d’œil sur le sol, le climat et l’agriculture de la France, comparée avec les cantons qui l’avoisinent, et particulièrement avec l’Angleterre, 1806.
- Excursion agronomique en Auvergne, principalement aux environs du Mont-d’Or et du Puy-de-Dôme : suivie de Recherches sur l’état et l’importance des irrigations en France, Paris, Impr. royale, 1819, 218 p., in-8° (lire en ligne).
- Traité des Assolements, 1821 ; qui sera plus tard annoté par son petit-fils Victor Rendu (réédition de 1842).
- Considérations générales et particulières sur la jachère, et sur les meilleurs moyens d’arriver graduellement à sa suppression avec de grands avantages : ouvrage imprimé par arrêté de la Société royale et centrale d’agriculture. Mémoire inséré dans les Mémoires de la Société royale et centrale d’agriculture, 1821, Paris, Mme Huzard, 1822, 150 p., in-8° avec fig. (lire en ligne), p. 160-399.

## Sources
- Silvestre M. le baron de (secrétaire perpétuel), « Notice biographique sur M. Jean-Augustin-Victor Yvart, membre de l’Institut, de la Société royale et centrale d’Agriculture, etc. », Mémoires de la Société royale et centrale d’agriculture,‎ 1832, p. 33-48.
- Bibliothèque des propriétaires ruraux, t. 39, Paris, D. Colas, p. 23.
- Florian Reynaud, Les bêtes à cornes (ou l’élevage bovin) dans la littérature agronomique de 1700 à 1850, Caen, thèse de doctorat en histoire, 2009, annexe 2 (publications) et annexe 22 (biographie) ressources en ligne